# Virginia Minnich
Virginia Minnich (* 24. Januar 1910 in Zanesville, Ohio, Vereinigte Staaten; † 26. April 1996 in Pensacola, Florida, Vereinigte Staaten) war eine US-amerikanische  Molekularbiologin und Hochschullehrerin. Sie war die erste Person ohne PhD oder MD, die zur Professorin für Medizin an der Washington University School of Medicine ernannt wurde. Sie entdeckte Hämoglobin E und erforschte den Syntheseweg von Glutathion.

## Leben und Werk
Minnich war das dritte von sechs Kindern und wuchs auf der Farm ihrer Familie im Süden von Ohio auf. Sie besuchte die Grundschule in einer Einklassenschule und die weiterführende Schule in Zanesville. Im Alter von vier Jahren erlitt Minnich schwere Verbrennungen, als ihr Kleid durch einen Gasherd Feuer fing. Von 1915 bis 1952 musste sie sich fast dreißig Schönheitsoperationen unterziehen, um die durch das Feuer verursachten Entstellungen zu korrigieren. Trotzdem blieben ihr im Gesicht, am Hals und am Oberkörper große Narben für den Rest ihres Lebens. Ihr eigenes Bewusstsein für ihr unattraktives Aussehen wurde durch mehrere ihrer Lehrer verstärkt, die ihr sagten, dass es ihre Berufswahl einschränkte.
1932 begann sie ihr Studium, als eine ihrer älteren Schwestern ihr das Geld für die Studiengebühren leihen konnte. Sie erwarb 1937 einen Bachelor-Abschluss in Hauswirtschaft an der School of Biochemistry der Ohio State University und noch vor Abschluss ihres Bachelor-Studiums bewarb sie sich für ein Studium in Ernährungswissenschaften an der Iowa State University. In ihrem letzten Studienjahr arbeitete Minnich im Labor von Carl V. Moore, der als Forschungsstipendiat in der Abteilung für Hämatologie an der Ohio State University tätig war. Zwei Jahre später baute Moore an der Washington University eine Abteilung für Hämatologie an der medizinischen Fakultät auf und bot ihr nach ihrem Master-Abschluss 1938 eine Stelle als Technikerin an.
Minnich verbrachte anschließend ihre gesamte berufliche Laufbahn an der Washington University. 1958 wurde sie wissenschaftliche Assistenzprofessorin und 1963 wissenschaftliche außerordentliche Professorin. Das William Woods College in Fulton (Missouri) verlieh Minnich 1972 einen Ehrendoktortitel in Naturwissenschaften. In Anerkennung ihrer Leistungen in Forschung und Lehre wurde sie 1974 zur Professorin für Medizin ernannt. Minnich war die einzige Professorin ohne medizinischen Abschluss oder Doktortitel. Sie wurde 1978 emeritierte Professorin. Zusätzlich zu ihrer Position an der Washington University war Minnich von 1975 bis zu ihrer Pensionierung Mitte der 1980er Jahre stellvertretende Direktorin der Hämatologie am Barnes Hospital in St. Louis.

## Forschung

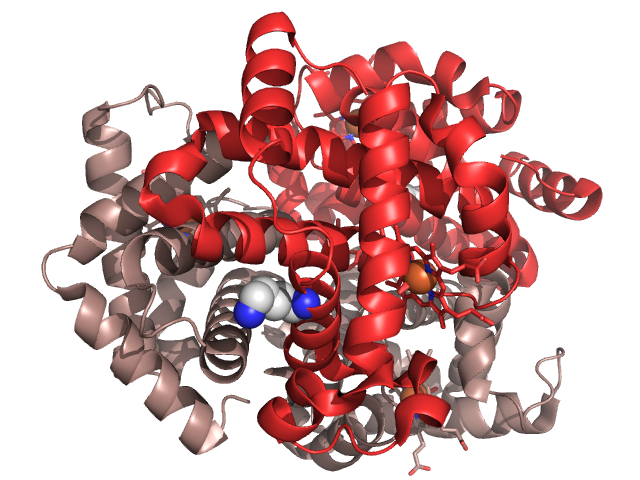
Kristallstruktur des Hämoglobin-E-Mutanten (Glu26Lys). Alpha-Kette in Rosa, Beta-Kette in Rot. Der Lysinrest ist in Form weißer Kugeln hervorgehoben.

1945 richtete Minnich ein Labor an der Universität von Havanna ein. 1951 ging sie im Rahmen eines Austauschprogramms zwischen dem Krankenhaus und der Washington University an das Siriraj-Krankenhaus in Bangkok, Thailand. Dort unterrichtete sie, richtete drei Labore ein und begann ihre Forschung zu Thalassämie und Hämoglobinopathien. Während ihres Aufenthalts wurde ihr bewusst, wie hoch die Zahl der Thalassämiefälle in diesem Land war, und sie entdeckte, dass diese, anders als die klassische Thalassämie, durch ein abnormales Hämoglobin, Hämoglobin E, verursacht wurde. 1954 kehrte Minnich für mehrere Monate nach Bangkok zurück, um ihre Forschung fortzusetzen.
1964 ging Minnich als Fullbright-Hayes-Stipendiatin in die Türkei und half beim Aufbau eines hämatologischen Labors in der Abteilung für Pädiatrie der Universität von Ankara. Sie führte dort Forschungen zu Thalassämie und abnormalen Hämoglobinen in der Zentraltürkei sowie zu Eisenmangel durch. 1965 leitete sie zusammen mit Ayten Arcasoy ein pädiatrisches Hämatologielabor, wo sie eine Form von Pica, Essen von nicht essbaren Substanzen, bemerkte, bei der Lehm gegessen wurde. Als Ergebnis ihrer Forschung entdeckte sie später, dass Ton zu Eisenmangel beiträgt. Zu Ehren ihrer dort geleisteten Arbeit benannte die Universität das Labor später in Virginia Minnich Hematology Laboratory um.
1970 berichtete ihr ein ehemaliger Forschungsstipendiat der Abteilung von einer Familie, die er untersucht hatte und bei der es zu einem Glutathion-Synthetase-Mangel kam. Sie entwickelte für das Projekt entscheidende Tests und klärte den Glutathion-Syntheseweg auf.
Minnich veröffentlichte mehr als 45 wissenschaftliche Artikel und verfasste 19 Abstracts. Ihre Forschungsinteressen konzentrierten sich auf Eisenstoffwechsel, Vitamine, Blutplättchen, abnormale Hämoglobine, Pica, Thalassämie, Glutathion und Karzinogene. Ihre Arbeit führte zur Entdeckung von Hämoglobin E und zur Aufklärung des Glutathioninsynthesewegs.
Minnich entwickelte eine Reihe audiovisueller Materialien zu allen Aspekten der Morphologie der peripheren Blutausstriche und des Knochenmarks, die von Hämatologen weltweit verwendet wurden. Anfang der 1980er Jahre veröffentlichte die American Society of Clinical Pathologists Minnichs 10-teiligen audiovisuellen Kurs zur morphologischen Hämatologie.
Minnich war auf wissenschaftlichen Konferenzen in Santiago, Lima, München, Stockholm und Sydney vertreten. 1960 hielt sie in Tokio auf dem 8. Internationalen Kongress für Hämatologie einen Vortrag.
Sie war Mitglied der Foundation for Clinical Research, der American Society of Hematology und der International Society of Hematology.
Nach ihrer Pensionierung 1984 zog Minnich nach Florida, wo sie 1996 starb.
Nach ihrem Tod richtete die Abteilung für Hämatologie und Onkologie ihr zu Ehren die Virginia Minnich Memorial Visiting Professorship in Hematology ein. Minnich vermachte ihr Vermögen der Washington University School of Medicine für Studentenstipendien.

## Veröffentlichungen (Auswahl)
- mit C. V. Moore, J. Welch: Studies in iron transportation and metabolism. III. The normal fluctuations of serum and ‘easily split-off’ blood iron in individual subjects. Journal of Clinical Investigation. 18, no. 5, 1939, S. 543–552.
- mit C. V. Moore, W.R. Arrowsmith, J. Welch:  Studies in iron transportation and metabolism. IV. Observations on the absorption of iron from the gastro-intestinal tract. Journal of Clinical Investigation. 18, no. 5, 1939, S. 553–580.
- mit C. V. Moore, H. Bierman, W.B. Arrowsmith: Studies in iron absorption with special reference to the relationship of iron metabolism to ascorbic acid. Publication 13 of American Association for the Advancement of Science, 1940, S. 37–47.
- mit S.T. Wright, C.V. Moore, T.D. Spies. Whole blood and plasma ascorbic acid concentrations in patients with pellagra and associated deficiency diseases. Proceedings of the Society for Experimental Biology and Medicine. 45, 1940, S. 441–446.
- mit S. T. Wright, T.J. Callaghan: Effects of clinical doses of phenobarbital on blood and urine ascorbic acid in human subjects. Proceedings of the Society for Experimental Biology and Medicine. 47, 1941, S. 490–492.
- mit M.E. Smith, C. Rajanasathit, P.W. Majerus: Erythrocyte glutathione synthesis in the neonate. Biology of the Neonate. 24, no. 1, 1974, S. 128–133.
- mit M.E. Smith, D. Thompson, S. Kornfeld: Detection of mutagenic activity in human urine using mutant strains of Salmonella typhimurium. Cancer. 38, no. 3, 1976, S. 1253–1258.